# نادي شباب هوارة
نادي شباب هوارة الرياضي هو نادٍ رياضي مغربي من منطقة هوارة. إذا كانت منطقة هوارة أو مدينة أولاد تايمة تعرف بمنتوجاتها الفلاحية عبر المغرب وحتى أورب، فإن بهذه البقعة الجغرافية فريق كروي استطاع بدوره التعريف بهوارة وما تزخر به من طاقات واعدة في شتى الرياضات. إذ يعتبر فريق شباب هوارة من الفرق التي تكونت اللبنة الأولى لتأسيسه في أواخر الخمسينات، كجمعية رياضية تمارس نشاطها الكروي، والتحقت بعصبة سوس لكرة القدم بصفة رسمية خلال موسم 1962/1963 ومن حين شق هذا الفريق طريقه إلى الوجود بتحد يأكل الصعاب والعراقيل بفضل ثلة من رجالات المدينة الذين كان لهم الفضل في بزوغ نجمه وتألقه من أمثال: أكشود عبد الغني الرجل التربوي ذو الأخلاق، الذي كان له فضل التخطيط والبرمجة والإعداد، وكانت الشعلة التي أنارت سماء مدينة أولاد تايمة ليشع نورها الأفاق محليا وجهويا وتنجب نجوما ظل بريقهم حاضرا إلى اليوم من أمثال شيشا أول من حظي بنيل الميدالية الشرفية من يد محمد الخامس كان ذلك سنة 1958 حيث لعب لفتيان نادي اتحاد إنزكان الذين واجهوا فتيان الحسنية في رفع ستار اللقاء الودي الذي جمع الجيش الملكي بمانشيستر الإنجليزي.
وقد كانت للفريق أدوار طلائعية في جل البطولات المنظمة على صعيد عصبة سوس، حيث توج في موسم 72/73 بوصول شباب الفريق إلى نصف النهاية بطولة المغرب ضد نجم الشباب البيضاوي وفوز الفريق ببطولة العصبة موسم 88/89 ليتم صعوده إلى القسم الوطني الثاني، وخلال موسم 92/93 فاز الفريق ببطولة القسم الشرفي على حساب أمل تزنيت ليصعد من جديد إلى القسم الوطني الثاني شطر الجنوب.
الفريق الهواري حاليا يتمتع بصيت كروي محترم نظرا لمؤهلاته وطاقاته الشابة والواعدة. لذا فهو يتوفر على ترسانة كروية هامة وعلى مكتب مسير شاب ونزيه وضع كل الميكانيزمات والإمكانيات لتحقيق الحلم الذي يراود الهوارين مدة طويلة ألا وهو الصعود إلى المجموعة الوطنية وتمثيل المنطقة أحسن تمثيل.

## شعارات النادي

الشعار القديم للنادي.
شعار النادي الجديد 2014.